# Comté de Grant (Arkansas)
Pour les articles homonymes, voir Comté de Grant.
Le comté de Grant est un comté de l'État de l'Arkansas aux États-Unis. Son chef-lieu est Sheridan. C'est un dry county.

## Démographie
Au recensement de 2010, il comptait 17 853 habitants. 
| 1870  | 1880  | 1890  | 1900  | 1910  | 1920   |
| ----- | ----- | ----- | ----- | ----- | ------ |
| 3 943 | 6 185 | 7 786 | 7 671 | 9 425 | 10 710 |

| 1930  | 1940   | 1950  | 1960  | 1970  | 1980   |
| ----- | ------ | ----- | ----- | ----- | ------ |
| 9 834 | 10 477 | 9 024 | 8 294 | 9 711 | 13 008 |

| 1990   | 2000   | 2010   | - | - | - |
| ------ | ------ | ------ | - | - | - |
| 13 948 | 16 464 | 17 853 | - | - | - |